# Pioneer 9
Pioneer 9 (również Pioneer D) – amerykańska sonda kosmiczna wprowadzona na orbitę heliocentryczną w ramach programu Pioneer.
Wraz z sondami Pioneer 6, 7 i 8 tworzyła ona sieć czterech obiektów krążących po orbitach zbliżonych do orbity okołosłonecznej Ziemi. Zespół ten umożliwił kompleksowe poznanie warunków fizycznych panujących w przestrzeni międzyplanetarnej i monitorowanie stanu aktywności słonecznej.

## Eksperymenty naukowe sondy
- Trójosiowy magnetometr transduktorowy
- Analizator plazmy
- Detektor anizotropii promieniowania kosmicznego
- Detektor gradientu promieniowania kosmicznego
- Eksperyment propagacji fal radiowych
- Detektor pola elektrycznego
- Detektor pyłu kosmicznego
- Eksperyment mechaniki nieba

## Przebieg misji
Pioneer 9 była czwartą z serii pięciu sond zaprojektowanych do zbierania danych o właściwościach elektromagnetycznych i plazmowych przestrzeni międzyplanetarnej z daleko oddalonych od siebie punktów na orbicie heliocentrycznej. Sonda została wystrzelona z Cape Canaveral na Florydzie 8 listopada 1968 roku. Na swojej 297,55-dniowej orbicie o parametrach 0,75 × 0,99 au, stabilizowana obrotowo sonda zebrała cenne dane na temat właściwości wiatru słonecznego, promieniowania kosmicznego i międzyplanetarnych pól magnetycznych.
W maju 1969 roku NASA ogłosiła, że misja osiągnęła już wszystkie swoje cele, przekazując ponad 6 miliardów bitów danych. NASA utrzymywała kontakt z Pioneerem 9 do 19 maja 1983 roku. Kolejne próby nawiązania kontaktu z sondą przy użyciu sprzętu programu Search for Extraterrestrial Intelligence (SETI) 3 marca 1987 roku zakończyły się niepowodzeniem i NASA oficjalnie uznała sondę za nieaktywną.